# Mistrzostwa Europy w Lekkoatletyce 1982 – skok o tyczce mężczyzn
Skok o tyczce mężczyzn był jedną z konkurencji rozgrywanych podczas XIII mistrzostw Europy w Atenach. Kwalifikacje rozegrano 7 września, a finał 9 września 1982 roku. Zwycięzcą tej konkurencji został reprezentant Związku Radzieckiego Aleksandr Krupski. W rywalizacji wzięło udział dwudziestu czterech zawodników z jedenastu reprezentacji.

## Rekordy
| Rekord świata     | Władimir Polakow (SUN)     | 5,81 | Tbilisi, ZSRR         | 26.06.1981 |
| Rekord Europy     | Władimir Polakow (SUN)     | 5,81 | Tbilisi, ZSRR         | 26.06.1981 |
| Rekord mistrzostw | Władimir Trofimienko (SUN) | 5,55 | Praga, Czechosłowacja | 01.09.1978 |

## Wyniki

### Kwalifikacje
Minimum wynosiło 5,45 m.
| Miejsce | Zawodnik             | Wynik | Uwagi |
| ------- | -------------------- | ----- | ----- |
| 1-7     | Felix Böhni          | 5,45  | Q     |
| 1-7     | Aleksandr Czerniajew | 5,45  | Q     |
| 1-7     | Atanas Tyrew         | 5,45  | Q     |
| 1-7     | Tadeusz Ślusarski    | 5,45  | Q     |
| 1-7     | Günther Lohre        | 5,45  | Q     |
| 1-7     | Pierre Quinon        | 5,45  | Q     |
| 1-7     | Władimir Polakow     | 5,45  | Q     |
| 8-14    | Miro Zalar           | 5,35  | q     |
| 8-14    | Zbigniew Radzikowski | 5,35  | q     |
| 8-14    | Thierry Vigneron     | 5,35  | q     |
| 8-14    | Aleksandr Krupski    | 5,35  | q     |
| 8-14    | Jürgen Winkler       | 5,35  | q     |
| 8-14    | František Jansa      | 5,35  | q     |
| 8-14    | Timo Kuusisto        | 5,35  | q     |
| 15-17   | Stanimir Penczew     | 5,25  |       |
| 15-17   | Ferenc Salbert       | 5,25  |       |
| 15-17   | Daniel Aebischer     | 5,25  |       |
| –       | Mauro Barella        | NM    |       |
| –       | Iwo Janczew          | NM    |       |
| –       | Jean-Michel Bellot   | NM    |       |
| –       | Antti Kalliomäki     | NM    |       |
| –       | Rauli Pudas          | NM    |       |
| –       | Kjell Isaksson       | NM    |       |
| –       | Andreas Tsonis       | NM    |       |

### Finał
| Poz. | Zawodnik             | Reprezentacja  | 5,15 | 5,25 | 5,35 | 5,45 | 5,50 | 5,55 | 5,60 | 5,65 | Wynik | Uwagi |
| ---- | -------------------- | -------------- | ---- | ---- | ---- | ---- | ---- | ---- | ---- | ---- | ----- | ----- |
| 01 ! | Aleksandr Krupski    | ZSRR           | –    | o    | –    | o    | –    | o    | o    | xxx  | 5,60  | CR    |
| 02 ! | Władimir Polakow     | ZSRR           | –    | –    | o    | –    | xo   | –    | o    | xxx  | 5,60  | CR    |
| 03 ! | Atanas Tyrew         | Bułgaria       | –    | o    | –    | xo   | –    | –    | xxo  | xxx  | 5,60  | CR    |
| 4.   | Miro Zalar           | Szwecja        | –    | xo   | –    | xo   | –    | xo   | –    | xxx  | 5,55  |       |
| 5.   | Aleksandr Czerniajew | ZSRR           | –    | –    | o    | –    | o    | –    | xxx  |      | 5,50  |       |
| 5.   | Thierry Vigneron     | Francja        | –    | –    | o    | –    | o    | –    | xxx  |      | 5,50  |       |
| 7.   | František Jansa      | Czechosłowacja | o    | –    | o    | –    | xo   | –    | xxx  |      | 5,50  |       |
| 7.   | Günther Lohre        | RFN            | -    | o    | –    | –    | xo   | –    | xxx  |      | 5,50  |       |
| 9.   | Felix Böhni          | Szwajcaria     | –    | xo   | –    | o    | –    | xxx  |      |      | 5,45  |       |
| 10.  | Zbigniew Radzikowski | Polska         | o    | o    | xo   | xo   | –    | xxx  |      |      | 5,45  |       |
| 11.  | Jürgen Winkler       | RFN            | o    | –    | o    | xxx  |      |      |      |      | 2,15  |       |
| 12.  | Pierre Quinon        | Francja        | -    | x    | xo   | –    | –    | xx–  | x    |      | 5,35  |       |
| 12.  | Tadeusz Ślusarski    | Polska         | –    | –    | xo   | –    | –    | xxx  |      |      | 5,35  |       |
| –    | Timo Kuusisto        | Finlandia      | –    | xxx  |      |      |      |      |      |      | NM    |       |